# Spongina

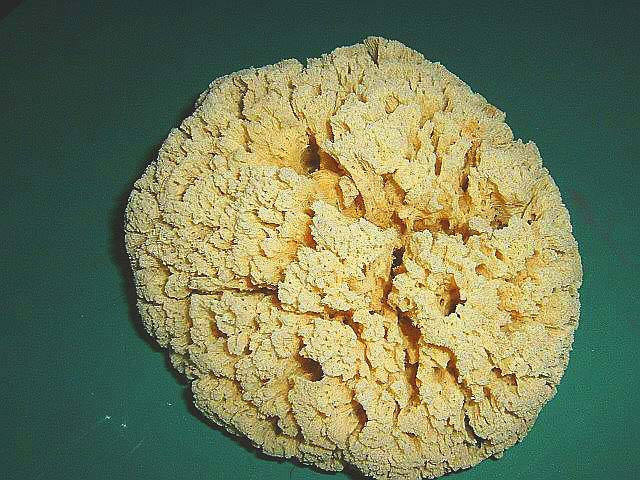
L'endoscheletro della comune spugna da bagno (Spongia officinalis) è molto ricco di spongina

La spongina è una proteina del collagene, ricca di legami disolfurici, che contribuisce alla formazione dell'endoscheletro di molte specie di spugne.
Maggiore il contenuto di spongina, maggiori sono la morbidezza e la elasticità della spugna.